# Star

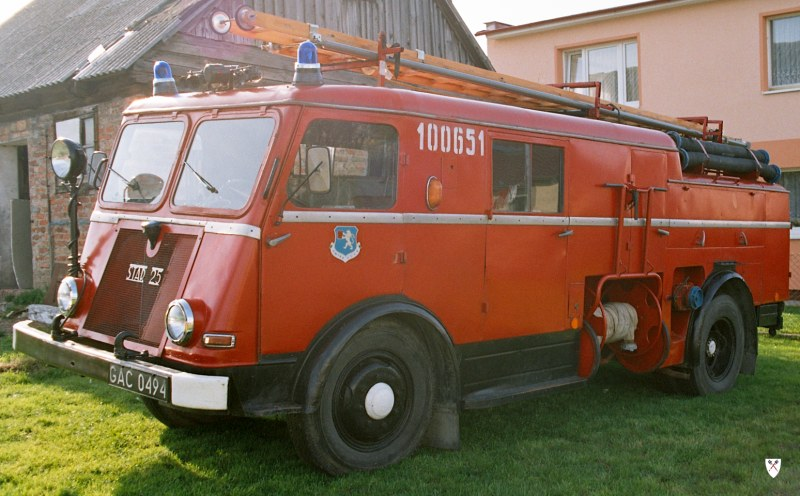
Star 25, ročník 1971

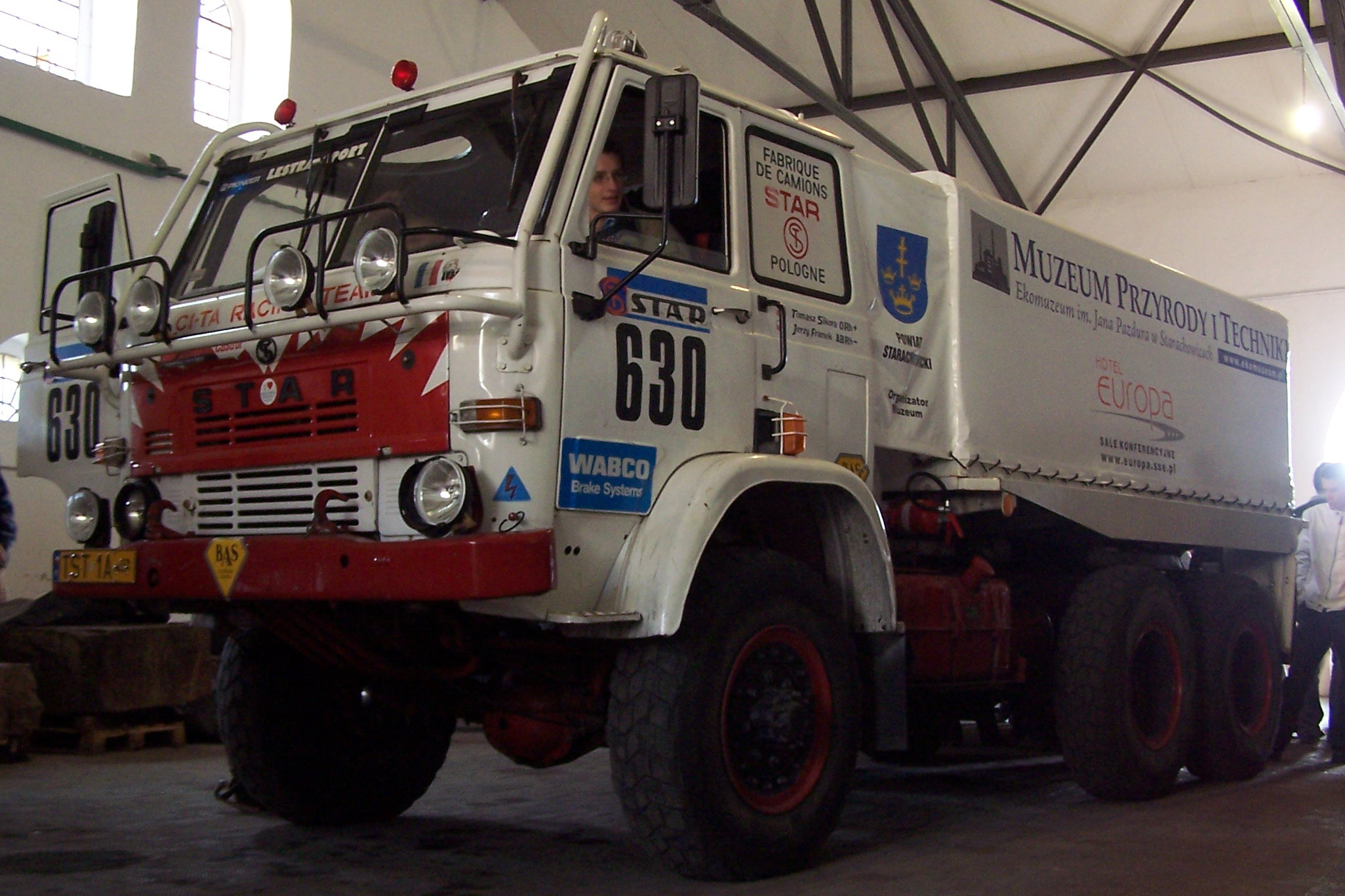
Star 266, verze pro závody Paříž-Dakar

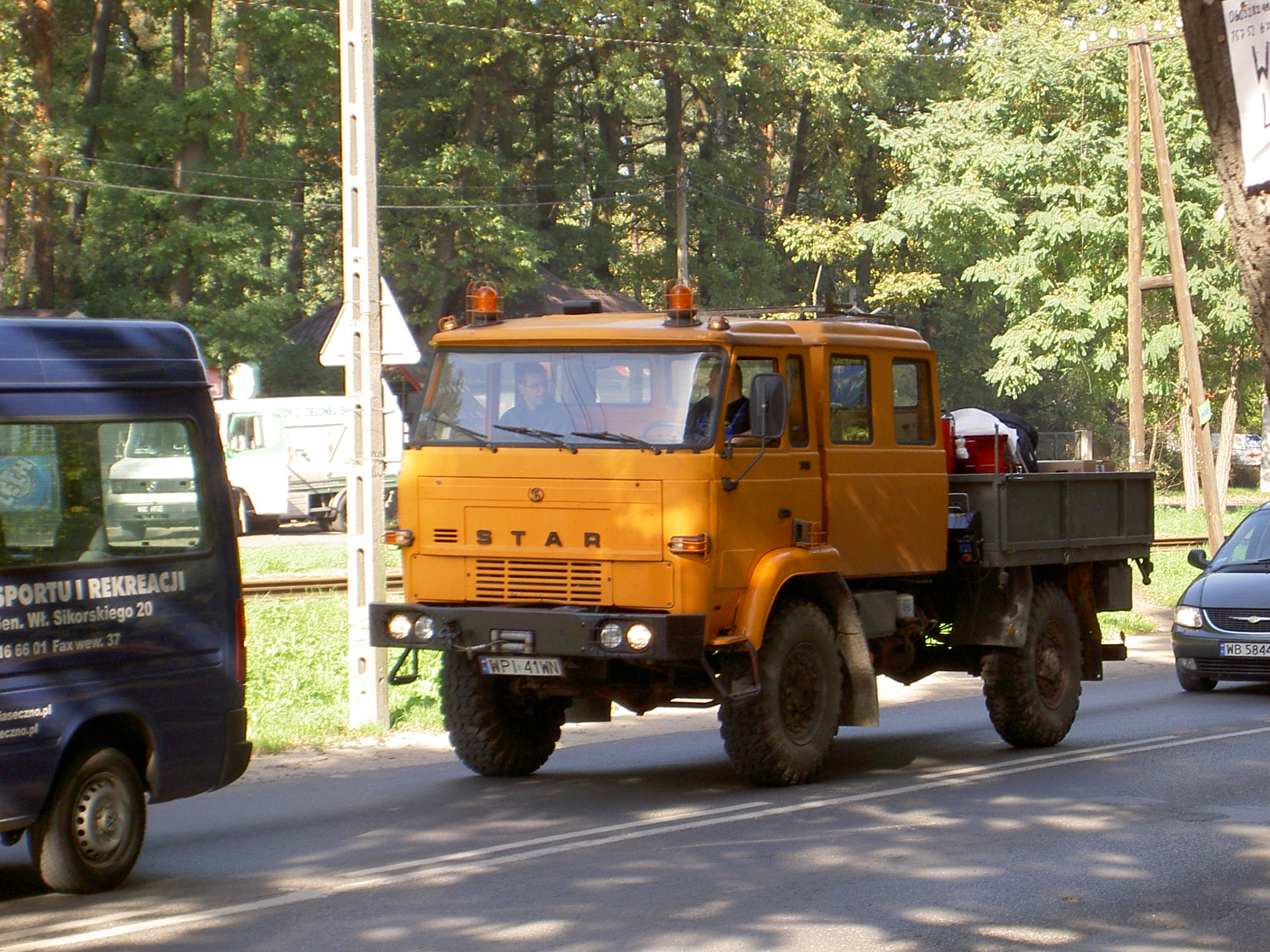
Star 744E

Star je značka polských nákladních automobilů vyráběných v Továrně na nákladní automobily Star (Fabryka Samochodów Ciężarowych "Star") v Starachowicích.
Továrna ve Starachovicích byla založena v roce 1948, po pádu komunismu se továrna přeměnila na akciovou společnost. V roce 1999 se hlavním akcionářem stala německá skupina MAN AG. Po několika letech zůstala v továrně jen nevelká produkce terénních nákladních vozů pro polskou armádu a některé další služby (např. lesníky). V roce 2006 byla výroba nákladních vozů zcela ukončena a ve Starachowicích se produkují kostry autobusů a díly pro autobusy a nákladní vozy MAN.
Značka Star stále existuje a používá se na polském trhu při prodeji nákladních vozů vyráběných závody Steyr ve Štýrském Hradci, které náleží rovněž do skupiny MAN.
Star kromě toho byl i název nevelké série osobních automobilů vyrobených někdy kolem roku 1912 v Krakově.